# Mejîrici, Polohî
Mejîrici (în ucraineană Межиріч) este un sat în comuna Novoselivka din raionul Polohî, regiunea Zaporijjea, Ucraina.

## Demografie
Componența lingvistică a localității Mejîrici
     Ucraineană (81,82%)
     Rusă (11,36%)
Conform recensământului din 2001, majoritatea populației localității Mejîrici era vorbitoare de ucraineană (81,82%), existând în minoritate și vorbitori de rusă (11,36%).